# Liste der Biografien/Nat
Liste der Biografien |
Portal Biografien |
Personensuche
# |
A |
B |
C |
D |
E |
F |
G |
H |
I |
J |
K |
L |
M |
N |
O |
P |
Q |
R |
S |
T |
U |
V |
W |
X |
Y |
Z |
?
 
Na |
Nb |
Nc |
Nd |
Ne |
Nf |
Ng |
Nh |
Ni |
Nj |
Nk |
Nl |
Nm |
Nn |
No |
Nr |
Ns |
Nt |
Nu |
Nv |
Nw |
Nx |
Ny |
Nz
 
Naa |
Nab |
Nac |
Nad |
Nae |
Naf |
Nag |
Nah |
Nai |
Naj |
Nak |
Nal |
Nam |
Nan |
Nao |
Nap |
Naq |
Nar |
Nas |
Nat |
Nau |
Nav |
Naw |
Nax |
Nay |
Naz
Die Liste der Biografien führt alle Personen auf, die in der deutschsprachigen Wikipedia einen Artikel haben. Dieses ist eine Teilliste mit 458 Einträgen von Personen, deren Namen mit den Buchstaben „Nat“ beginnt.

## Nat
- Nat Indrapana (1938–2018), thailändischer Sportfunktionär
- Nat, Marie-José (1940–2019), französische SchauspielerinMarie-José Nat (1940–2019)

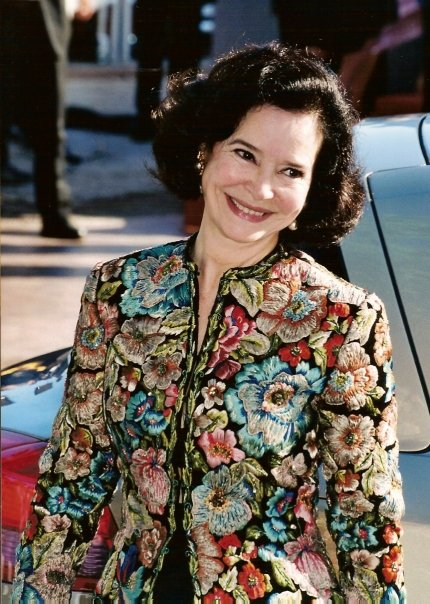
Marie-José Nat (1940–2019)

- Nat, Witalij (* 1977), ukrainischer Handballspieler und -trainer
- Nat, Yves (1890–1956), französischer Pianist und Komponist

### Nata
- Natacha (* 1965), Schweizer Mundartsängerin
- Nataf, Igor-Alexandre (* 1978), französischer Schachspieler
- Natakamani, nubischer König
- Natakon Yodnuan (* 1998), thailändischer Fußballspieler
- Natakorn Soithong (* 1999), thailändischer Fußballspieler
- Natal, Sandra (* 1961), dominikanische Langstreckenläuferin und Leichtathletiktrainerin
- Natale, Gary (* 1962), kanadischer Snookerspieler
- Natale, Melina (* 1990), deutsche Drehbuchautorin
- Natale, Nazzareno (1938–2006), italienischer Schauspieler
- Natale, Roberto (1921–2012), italienischer Drehbuchautor und Dichter
- Natalegawa, Marty (* 1963), indonesischer Politiker und Diplomat
- Natali (* 1974), russische Sängerin
- Natali, Ada (1898–1990), italienische Politikerin (Kommunistische Partei Italiens)
- Natali, Carlo (* 1948), italienischer Philosophiehistoriker
- Natali, Julius (* 1891), österreichischer Buchdrucker und Gerechter unter den Völkern
- Natali, Lorenzo (1922–1989), italienischer Politiker, Mitglied der Camera dei deputati
- Natali, Schahan (1884–1983), armenischer Revolutionär und Schriftsteller
- Natali, Vincenzo (* 1969), kanadischer Filmregisseur und FernsehregisseurVincenzo Natali (* 1969)

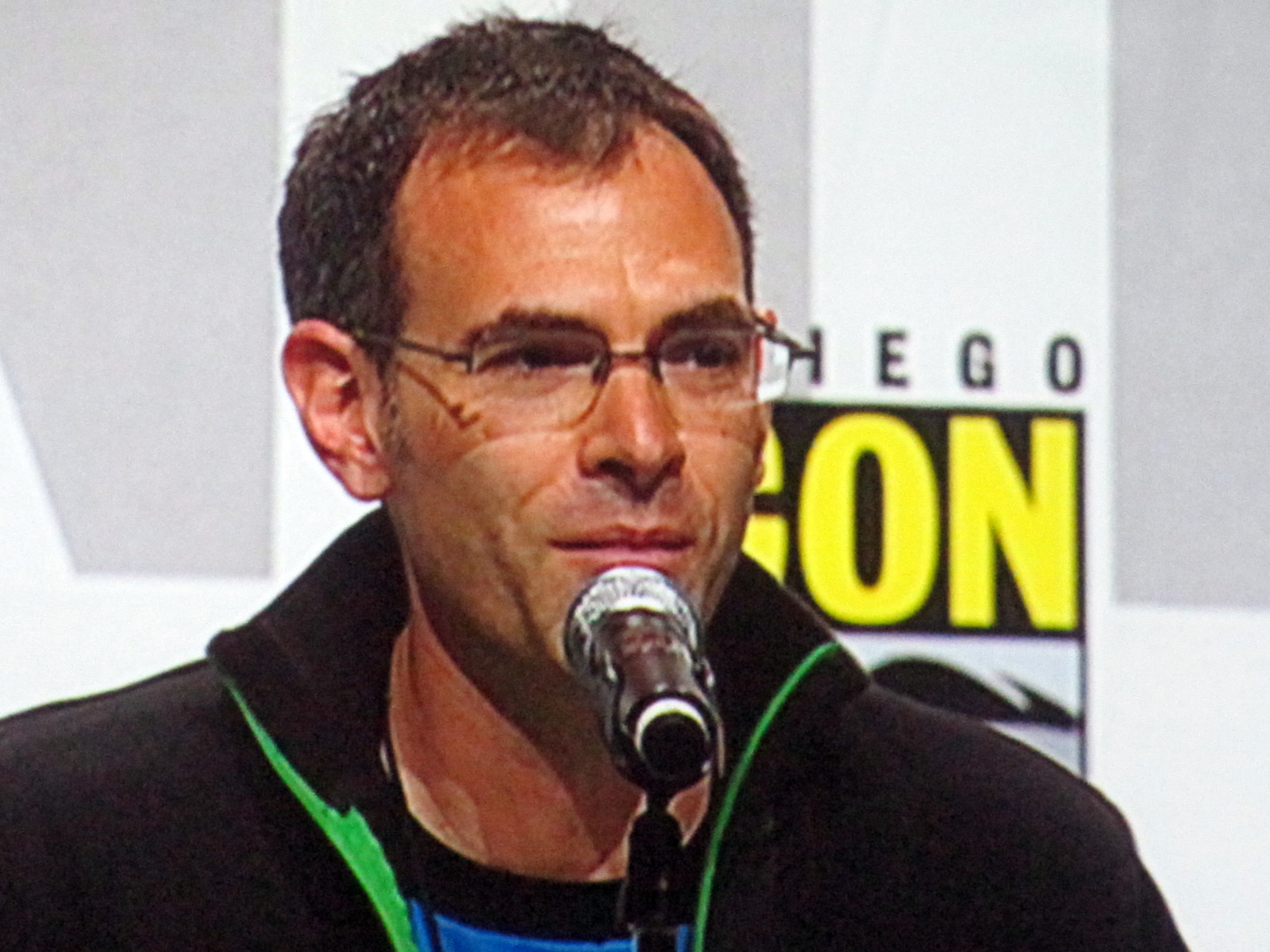
Vincenzo Natali (* 1969)

- Natalibus, Petrus de, italienischer katholischer Bischof und Schriftsteller
- Natalini, Adolfo (1941–2020), italienischer Architekt, Designer und Städtebauer
- Natalis, antiker römischer Toreut
- Natalis, Persönlichkeit der frühen Kirchengeschichte
- Natalis, Albert (1831–1904), deutscher Kaufmann und Unternehmer
- Natalis, Friedrich (1864–1935), deutscher Maschinenbau- und Elektroingenieur
- Natalis, Hervaeus († 1323), französischer Ordensgeistlicher, Theologe und Philosoph
- Natalis, Jean de (1670–1754), preußischer Gouverneur des Kantons Neuenburg
- Natalis, Paul von (1720–1789), preußischer Generalmajor
- Nataljuk, Andrij (* 1971), ukrainischer Handballspieler
- Natalli-Świat, Aleksandra (1959–2010), polnische Politikerin, Mitglied des Sejm
- Natalya (* 1982), kanadische WrestlerinNatalya (* 1982)
- Natan, Prophet der Israeliten

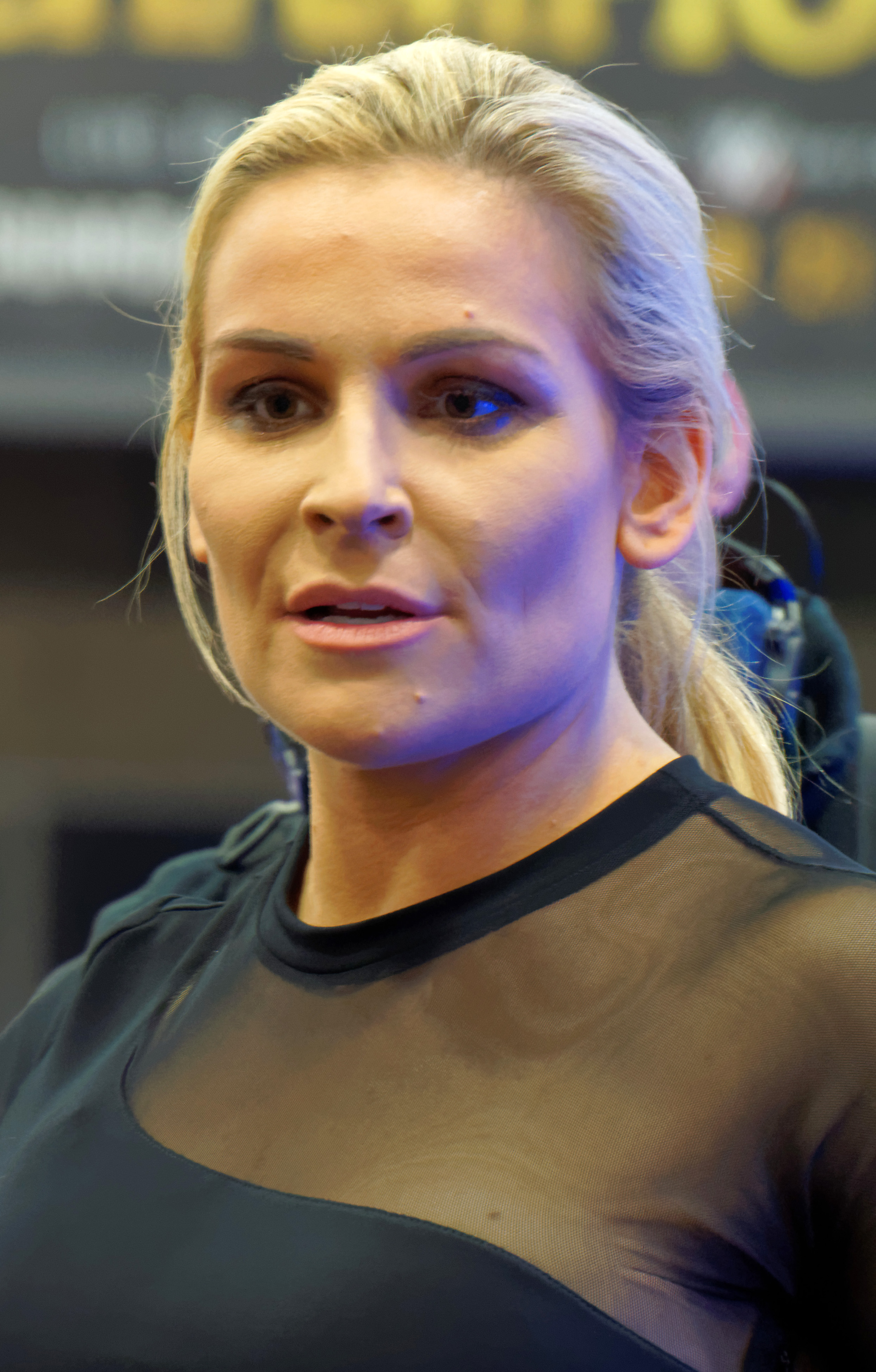
Natalya (* 1982)

- Natan ha-Babli, jüdischer Gelehrter
- Natan ha-Babli, jüdischer Geschichtsschreiber
- Natan, Alex (1906–1971), deutscher Journalist, Schriftsteller und Leichtathlet
- Natan, Bernard (1886–1942), rumänisch-französischer Regisseur
- Natan, Jacques (1902–1974), bulgarischer Ökonom und Wirtschaftshistoriker
- Natan-Zada, Eden (1986–2005), israelischer Attentäter
- Natano, Kausea (* 1957), tuvaluischer Politiker
- Natanson, Agathe (* 1946), französische Schauspielerin
- Natanson, Isidor Pawlowitsch (1906–1964), sowjetischer Mathematiker
- Natanson, Jacques (1901–1975), französischer Bühnenschriftsteller, Dialog- und Drehbuchautor
- Natanson, Jakub (1832–1884), polnischer Chemiker
- Natanson, Władysław (1864–1937), polnischer Physiker
- Natapei, Edward (1954–2015), vanuatuischer Politiker
- Natarajan, Chandrasekaran (* 1963), indischer Manager, Vorstandsvorsitzender von Tata SonsNatarajan Chandrasekaran (* 1963)

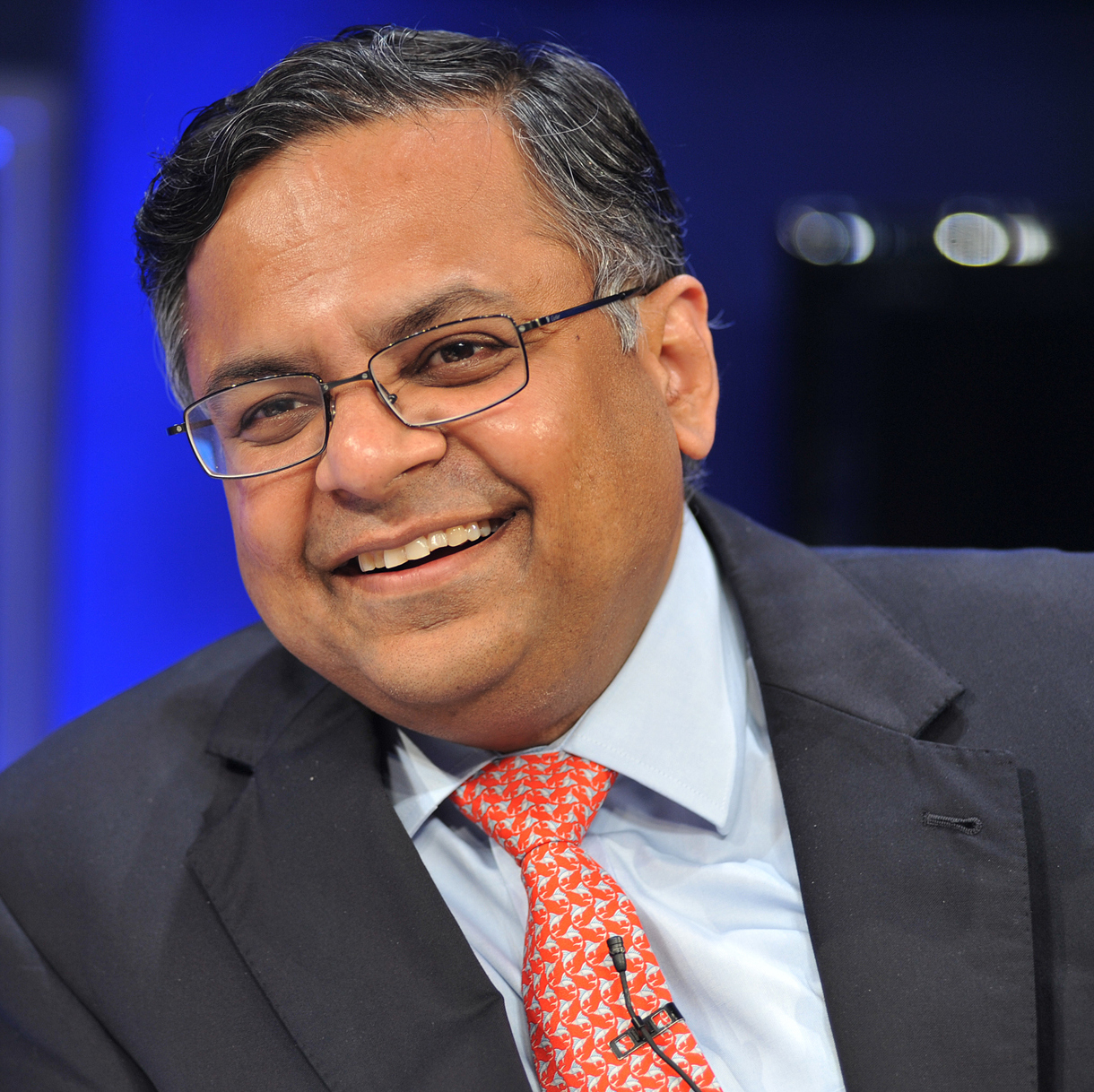
Natarajan Chandrasekaran (* 1963)

- Natarid Thammarossopon (* 1988), thailändischer Fußballspieler
- Natarow, Henadij (* 1992), ukrainischer Badmintonspieler
- Natarow, Heorhij (* 1988), ukrainischer Badmintonspieler
- Natarow, Juri (* 1996), kasachischer Radrennfahrer
- Natarowa, Irina (* 1945), russische Badmintonspielerin
- Natasegara, Joanna, Regisseurin, Drehbuchautorin und Produzentin von Dokumentarfilmen
- Natasja (1974–2007), dänisch-sudanesische Reggae-, Dancehall- und Hip-Hop-Musikerin
- Natatou, Ibrahim (* 1962), nigrischer Chemiker und Politiker
- Natəvan, Xurşidbanu (1832–1897), aserbaidschanische Fürstin und Dichterin

### Natc
- Natcha Promsomboon (* 2001), thailändischer Fußballspieler
- Natchanon Jothavorn (* 1992), thailändischer Fußballspieler
- Natchanon Songduang (* 1995), thailändischer Fußballspieler
- Natchanon Yongsakool (* 2001), thailändischer Fußballspieler
- Natcher, William Huston (1909–1994), US-amerikanischer Politiker
- Natcho, Bibras (* 1988), israelischer Fußballnationalspieler

### Natd
- Natdanai Makkarat (* 1996), thailändischer Fußballspieler

### Nate
- Nate Dogg (1969–2011), US-amerikanischer Sänger
- Naté, Ultra (* 1968), US-amerikanische Sängerin
- Nate57 (* 1990), deutscher RapperNate57 (* 1990)

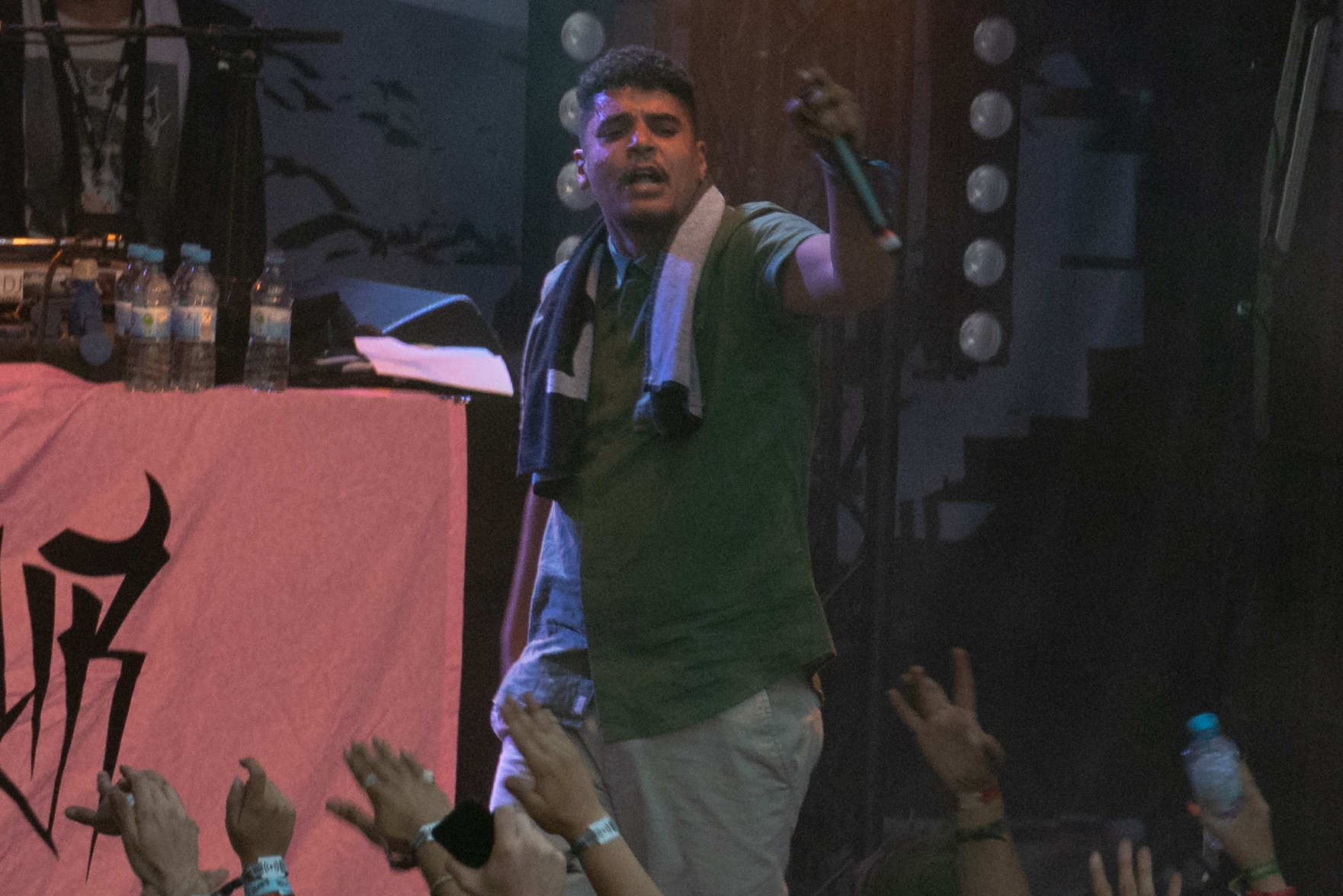
Nate57 (* 1990)

- Natea, Daniel (* 1992), rumänischer Judoka und Samboka
- Nategh, Homa (1934–2016), iranische Historikerin
- Nateghi, Hossein (* 1987), iranischer Radrennfahrer
- Natek, Jure (* 1982), slowenischer Handballspieler
- Natek, Karel (* 1952), jugoslawischer und slowenischer Geograph und Hochschullehrer
- Natekar, Nandu M. (1933–2021), indischer Badmintonspieler
- Natelaschwili, Schalwa (* 1958), georgischer Politiker
- Natenom († 2024), deutscher Fahrradaktivist und Blogger
- Nateq Nuri, Ali Akbar (* 1943), schiitischer Geistlicher
- Nater, Florence (* 1969), Schweizer Politikerin (SP)
- Nater, Johann Jakob der Ältere (1826–1906), Schweizer Komponist, Organist und Dirigent
- Nater, Johann Jakob der Jüngere (1878–1972), Schweizer Organist und Hochschullehrer
- Nater, Johannes (1856–1928), Schweizer Lehrer und Lokalhistoriker
- Nater, Pascal (* 1984), Schweizer Journalist, Kabarettist und Podcastproduzent
- Nater, Pete (* 1958), amerikanischer Jazz- und Salsamusiker (Trompeter)
- Nater, Stéphane (* 1984), Schweizer Fußballspieler
- Nater, Swen (* 1950), niederländischer Basketballspieler
- Näter, Thorsten (* 1953), deutscher Fernsehfilmregisseur, Drehbuchautor und Filmeditor
- Nater, Urs (* 1974), schweizerisch-deutscher Psychologe und Stressforscher
- Natera, Pánfilo (1882–1951), mexikanischer General und Gouverneur von Zacatecas
- Naters, Elke (* 1963), deutsche Schriftstellerin

### Natg
- Natge, Hans (1893–1976), deutscher Standfotograf, Fotograf, Regieassistent und Filmregisseur

### Nath
- Nath, Alok (* 1956), indischer Bollywood-Schauspieler
- Nath, Cornelia (* 1954), niederdeutsche Sprachaktivistin
- Nath, Friedrich (1859–1929), deutscher Landschaftsmaler
- Nath, Herbert (1903–1980), deutscher Jurist
- Nath, Indira (1938–2021), indische Immunologin
- Nath, Kamal (* 1946), indischer Politiker
- Näth, Marie-Luise (* 1944), deutsche Politikwissenschaftlerin, Hochschullehrerin und Autorin
- Nath, Prakash (1920–2009), indischer Badmintonspieler
- Nath, Pran (* 1939), theoretischer Physiker
- Nath, Rubina (* 1987), deutsche Synchronsprecherin
- Nath, Tobias (* 1979), deutscher Schauspieler und Synchronsprecher
- Nath-Krüger, Gertraude (1933–2016), deutsche Malerin und Grafikerin
- Nath-Schreiber, Agnes (1904–1975), deutsche Juristin
- Nath-Wiser, Barbara (* 1949), österreichisch-indische Ärztin
- Nathalie (* 1979), italienische Popsängerin
- Nathan (* 1996), brasilianischer FußballspielerNathan (* 1996)

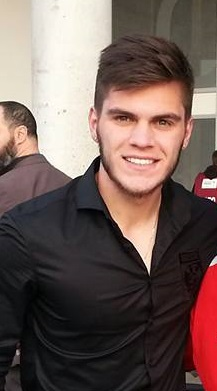
Nathan (* 1996)

- Nathan bar Šim’on, rabbinischer Gelehrter
- Nathan bar Yitsḥaq, rabbinischer Gelehrter
- Nathan ben Jechiel († 1106), jüdischer Gelehrter
- Nathan von Gaza (1643–1680), jüdischer Religionsphilosoph
- Nathan, Abie (1927–2008), israelischer Pilot und Friedensaktivist
- Nathan, Alfred (1870–1922), deutscher Rechtsanwalt und Philanthrop
- Nathan, Arturo (1891–1944), italienischer Maler
- Nathan, Carl (1891–1980), deutsch-schweizerischer Bankdirektor und Uhrensammler
- Nathan, Carl F. (* 1946), US-amerikanischer Mikrobiologe und Immunologe
- Nathan, David (* 1971), deutscher Synchronsprecher und HörspielsprecherDavid Nathan (* 1971)

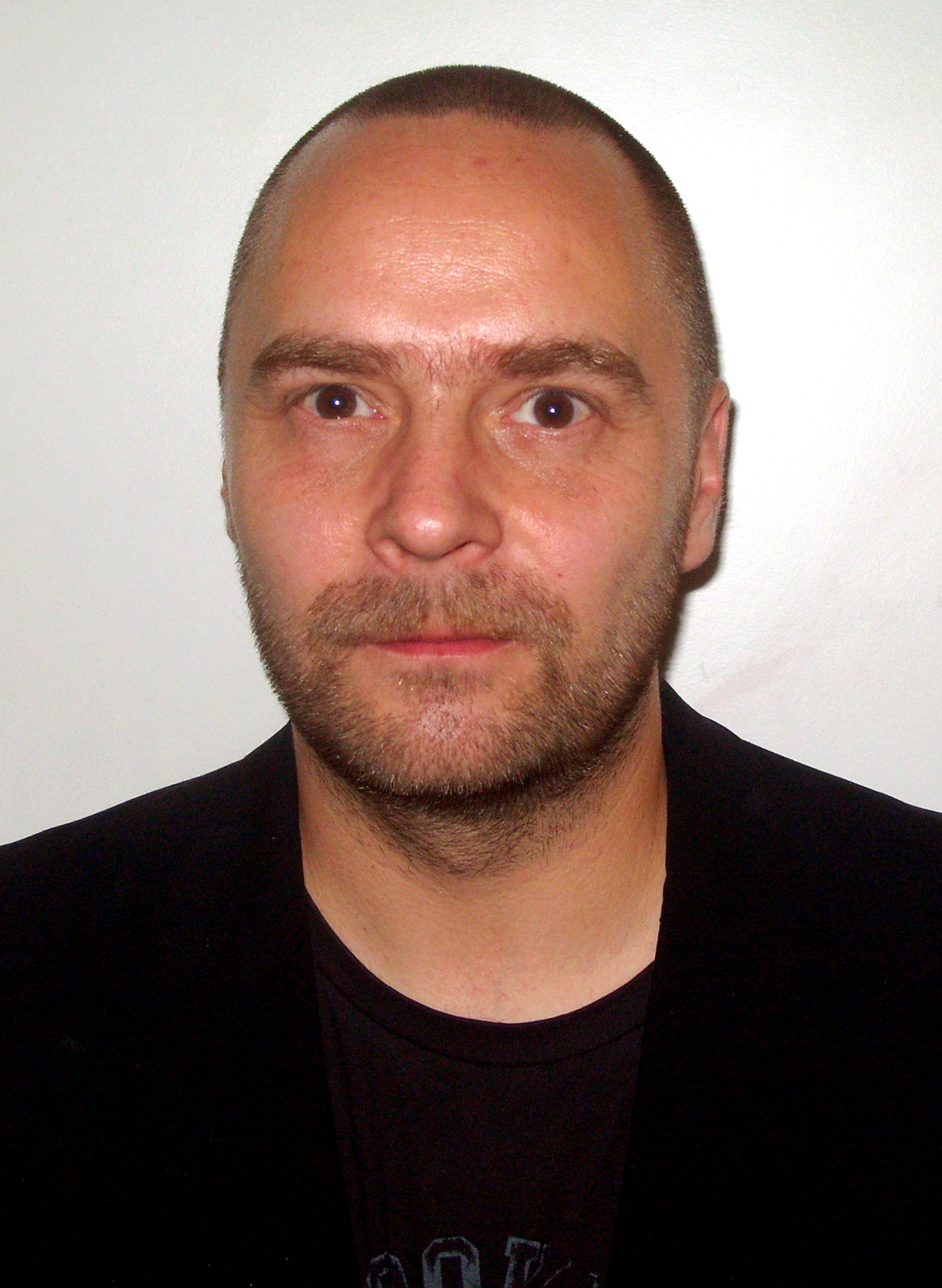
David Nathan (* 1971)

- Nathan, David G. (* 1929), US-amerikanischer Kinderonkologe und -hämatologe
- Nathan, Debbie (* 1950), US-amerikanische Journalistin und Autorin
- Nathan, Ernesto (1845–1921), italienischer Politiker, Bürgermeister von Rom
- Nathan, Ernst (1889–1981), deutscher Dermatologe und Venerologe
- Nathan, Fritz (1891–1960), deutscher Architekt
- Nathan, Fritz (1895–1972), deutsch-schweizerischer Galerist und Kunsthändler
- Nathan, George Jean (1882–1958), US-amerikanischer Theaterkritiker, Schriftsteller und Redakteur
- Nathan, Hans (1900–1971), deutscher Rechtsanwalt und Rechtswissenschaftler
- Nathan, Hans (1910–1989), US-amerikanischer Musikwissenschaftler
- Nathan, Harry, 1. Baron Nathan (1889–1963), britischer Politiker (Liberal Party, Labour Party)
- Nathan, Helene (1885–1940), deutsche Bibliothekarin, Bibliotheksleiterin
- Nathan, Henry (1862–1932), deutscher Bankier
- Nathan, Isaac († 1864), jüdischer Komponist, Musikwissenschaftler, Journalist und Publizist
- Nathan, Jack (1910–1990), britischer Jazz- und Unterhaltungsmusiker
- Nathan, Joan (* 1943), US-amerikanische Kochbuchautorin
- Nathan, Joseph Martin (1867–1947), deutscher Geistlicher und Weihbischof, Erbauer der Branitzer Heil- und Pflegeanstalten und Politiker, MdR
- Nathan, Joshua (* 2002), deutscher Synchronsprecher
- Nathan, Le Shundra (* 1968), US-amerikanische Siebenkämpferin
- Nathan, Matthew (1862–1939), britischer Offizier und Kolonialbeamter
- Nathan, Maud (1862–1946), US-amerikanische Sozialreformerin und Suffragette
- Nathan, Max (1919–1960), deutscher Autorennfahrer
- Nathan, Melissa (1968–2006), britische Schriftstellerin
- Nathan, Nachmann (1813–1894), deutscher Arzt und Parlamentarier
- Nathan, Otto (1893–1987), deutsch-amerikanischer Nationalökonom
- Nathan, Paul (1857–1927), liberaler Sozialpolitiker und jüdischer Funktionär
- Nathan, Piotr (* 1956), deutscher bildender Künstler
- Nathan, Robert (1894–1985), US-amerikanischer Schriftsteller
- Nathan, Sara (1819–1882), italienische Patriotin
- Nathan, Sascha (* 1977), deutscher Theater- und Filmschauspieler
- Nathan, Syd (1904–1968), US-amerikanischer R&B-Produzent
- Nathan, Waka (1940–2021), neuseeländischer Rugby-Union-Spieler
- Nathan-Garamond, Jacques (1910–2001), französischer Grafiker und Maler
- Nathanael, Galiläer, der von Jesus berufen wird, ihm als Jünger nachzufolgenNathanael

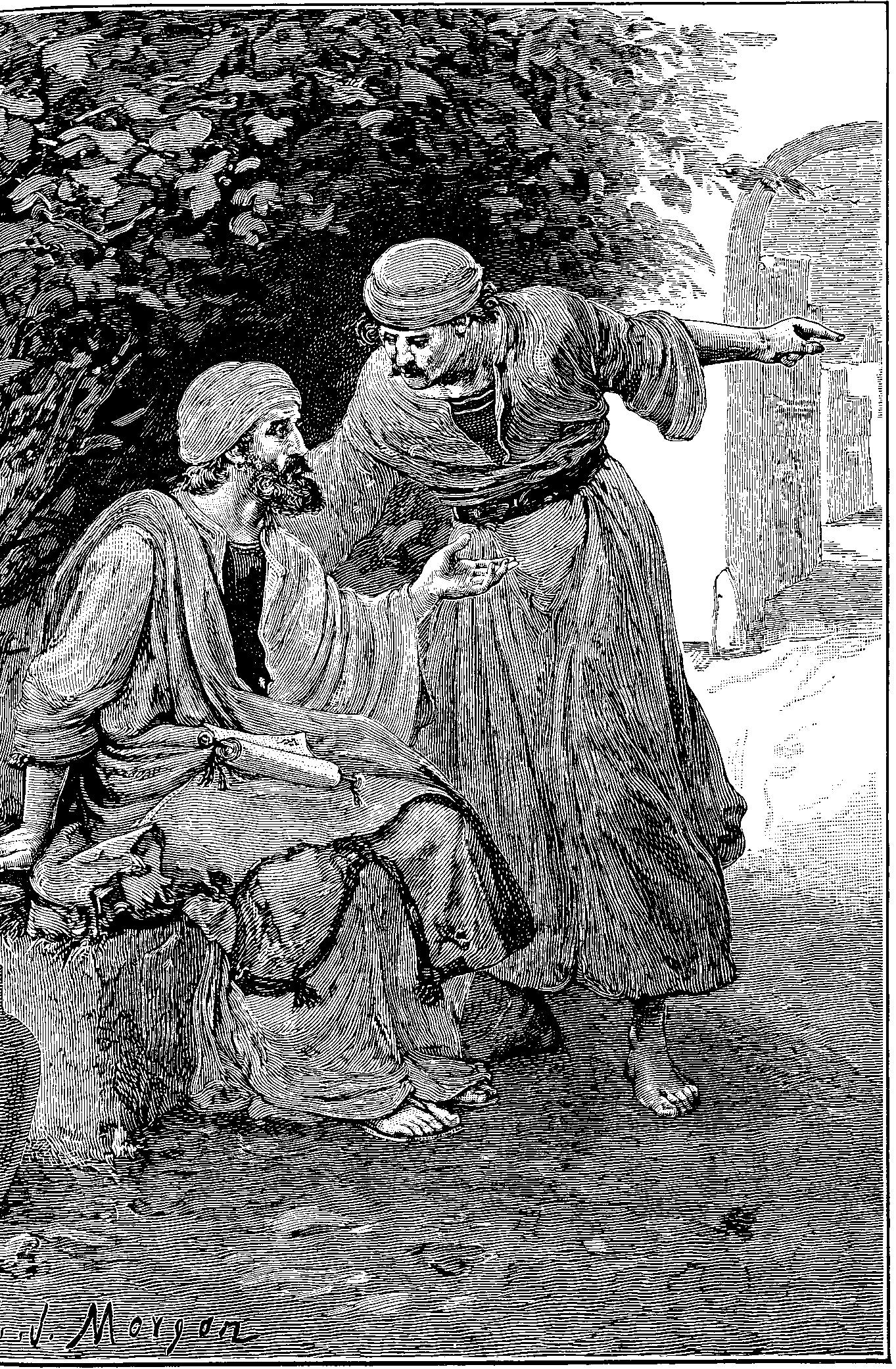
Nathanael

- Nathanaël (* 1970), kanadische Schriftstellerin und Übersetzerin
- Nathanael, Edmund (1889–1917), deutscher Unteroffizier und Kampfflieger im Ersten Weltkrieg
- Nathanael, Elena († 2008), griechische Schauspielerin
- Nathanael, Eliza (* 1973), indonesische Badmintonspielerin
- Nathanaelson, Måns (* 1976), schwedischer Schauspieler
- Nathanail von Newrokop (1952–2013), bulgarischer Geistlicher, Metropolit von Newrokop der bulgarisch-orthodoxen Kirche
- Nathanail von Ohrid (1820–1906), bulgarischer Geistlicher, Metropolit von Ohrid, Lowetsch und Plowdiw der bulgarisch-orthodoxen Kirche
- Nathaniel, Ezekiel (* 2003), nigerianischer Hürdenläufer
- Nathaniel, Glory Onome (* 1996), nigerianische Hürdenläuferin
- Nathaniel, Samson Oghenewegba (* 1997), nigerianischer Sprinter
- Nathaniel-Walker, Inez (1911–1990), amerikanische Künstlerin der Outsider Art
- Nathanielsen, Naaja H. (* 1975), grönländische Politikerin (Inuit Ataqatigiit) und Psychologin
- Nathans, Daniel (1928–1999), US-amerikanischer Mikrobiologe und Biochemiker
- Nathans, Jeremy (* 1958), US-amerikanischer Molekularbiologe und Neurowissenschaftler
- Nathansen, Henri (1868–1944), dänischer Schriftsteller und Theaterregisseur
- Nathansky, Michael Fetter (* 1993), deutscher FilmregisseurMichael Fetter Nathansky (* 1993)

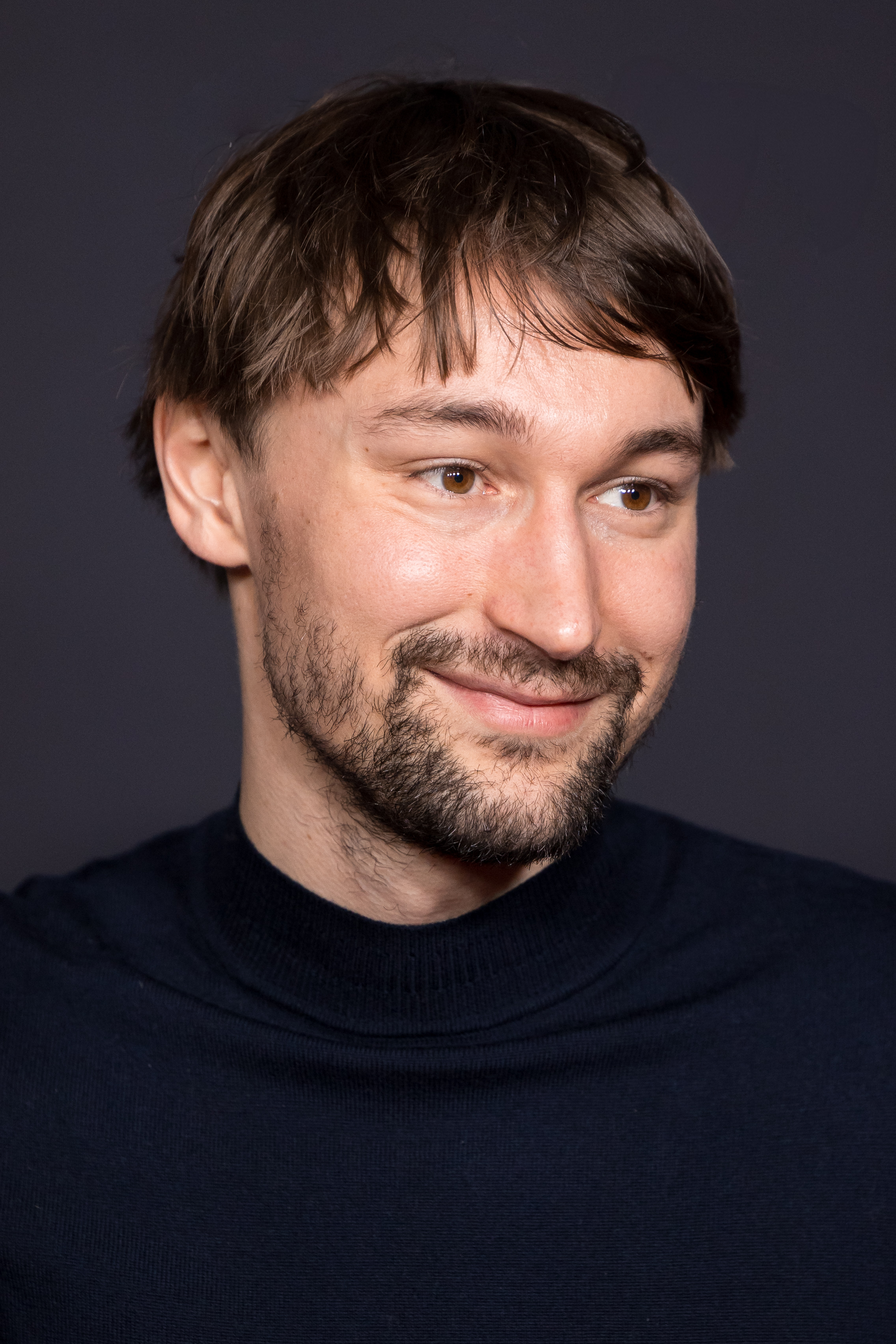
Michael Fetter Nathansky (* 1993)

- Nathanson, Bernard (1926–2011), US-amerikanischer Arzt und Lebensrechtsaktivist
- Nathanson, E. M. (1928–2016), US-amerikanischer Schriftsteller
- Nathanson, Friedrich (1901–1990), deutscher Maler und Zeichner
- Nathanson, Jeff (* 1965), US-amerikanischer Drehbuchautor, Filmproduzent und Regisseur
- Nathanson, Matt (* 1973), US-amerikanischer Musiker und Singer-Songwriter
- Nathanson, Melvyn (* 1944), US-amerikanischer Mathematiker
- Nathanson, Mendel Levin (1780–1868), dänischer Kaufmann und Autor
- Nathanson, Michael G., US-amerikanischer Filmproduzent
- Nathanson, Nicole Linkletter (* 1985), US-amerikanisches Model
- Nathanson, Roy (* 1951), US-amerikanischer Jazzmusiker und Schauspieler
- Nathaphop Kaewklang (* 2001), thailändischer Fußballspieler
- Näthe, Christian (* 1976), deutscher Schauspieler sowie Gitarrist und SängerChristian Näthe (* 1976)

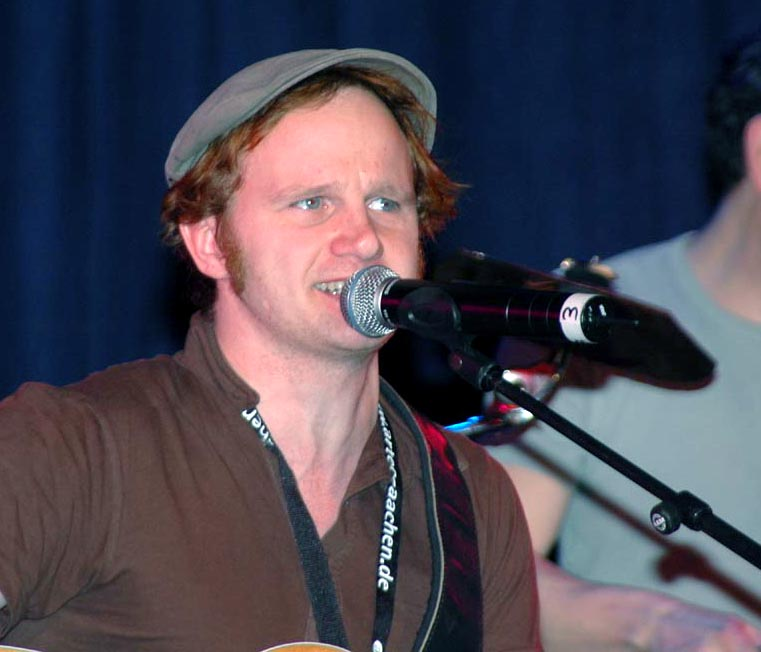
Christian Näthe (* 1976)

- Nathe, Christoph (1753–1806), deutscher Miniaturmaler, Aquarellist und Radierer
- Nathena, Eva, griechische Bühnen-, Kostümbildnerin und Filmregisseurin
- Nathenson, Zoë (* 1969), britische Schauspielerin
- Nather, Friedrich (1924–2009), deutscher Bauingenieur
- Näther, Gisbert (1948–2021), deutscher Komponist
- Näther, Hans-Joachim (1929–1950), deutscher Dissident und Widerstandskämpfer in der DDR
- Näther, Joachim (1925–2009), deutscher Architekt, Stadtplaner und Hochschullehrer
- Näther, Max (1899–1919), deutscher Offizier der Fliegertruppe im Ersten Weltkrieg
- Nathin, Johann († 1529), deutscher Augustinermönch; Lehrer Luthers
- Nathman, John B. (* 1948), US-amerikanischer Admiral der US Navy
- Nathmann, Bernd (* 1957), deutscher Fußballspieler
- Natho, Eberhard (1932–2022), deutscher evangelischer Theologe
- Natho, Silke (* 1972), deutsche SchauspielerinSilke Natho (* 1972)

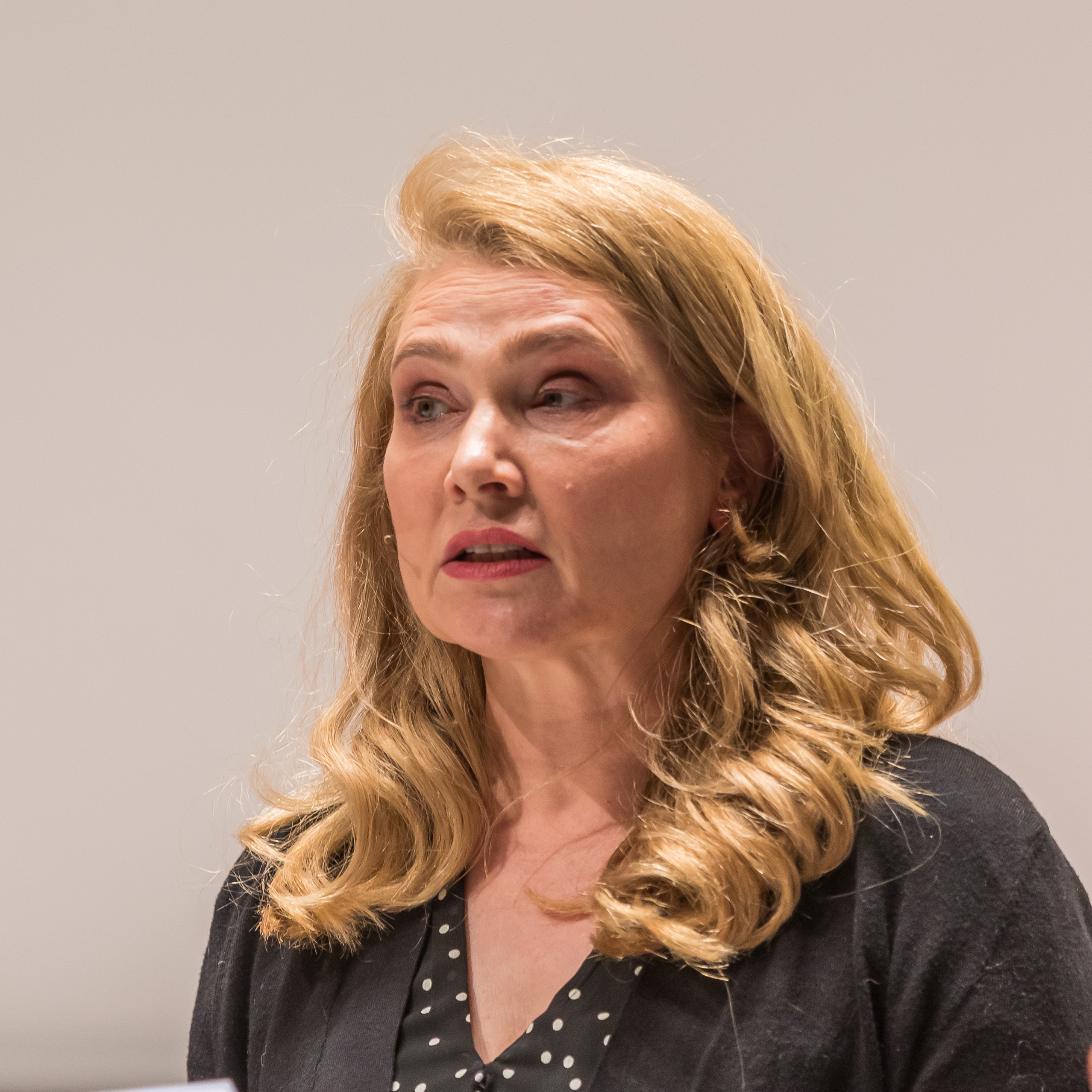
Silke Natho (* 1972)

- Nathorff, Hertha (1895–1993), deutsche Kinderärztin
- Nathorst, Alfred Gabriel (1850–1921), schwedischer Botaniker, Geologe und Polarforscher
- Nathow, Hanns (1893–1945), deutscher Ingenieur, Manager und Wehrwirtschaftsführer
- Nathow, Siegfried (* 1941), deutscher Fußballspieler
- Nathrath, Lukas (* 1990), deutscher Schauspieler
- Nathschläger, Peter (* 1965), österreichischer Schriftsteller
- Nathschläger, Richard (1904–1979), österreichischer Politiker (ÖVP), Landtagsabgeordneter
- Nathusius, Annemarie von (1874–1926), deutsche Schriftstellerin
- Nathusius, August Engelhard von (1818–1884), deutscher Gutsbesitzer und Züchter
- Nathusius, Christian († 1689), deutscher Rechtswissenschaftler
- Nathusius, Elias (1628–1676), Kantor der Leipziger Stadtschule St. Nikolai
- Nathusius, Elsbeth von (1846–1928), deutsche Autorin von Novellen
- Nathusius, Engelhard von (1892–1975), Hamburger Staatsrat und SS-Angehöriger
- Nathusius, Gottlob Engelhard von (1838–1899), deutscher Landwirt, Landrat und Polizeipräsident
- Nathusius, Gottlob Karl von (1884–1948), deutscher Tierzüchter und Ornithologe
- Nathusius, Gottlob Moritz (1876–1936), deutscher Fabrikant
- Nathusius, Hans von (1841–1903), preußischer Landstallmeister
- Nathusius, Heinrich von (1824–1890), deutscher Rittergutsbesitzer, Züchter und Politiker
- Nathusius, Heinrich von (1851–1906), deutscher Historiker und Archivar
- Nathusius, Heinrich von (* 1943), deutscher Manager und Unternehmer
- Nathusius, Hermann Engelhard von (1809–1879), deutscher Zoologe und Tierzüchter
- Nathusius, Johann Georg (1722–1792), deutscher Pastor in Sadisdorf
- Nathusius, Johann Gottlob (1760–1835), deutscher Kaufmann und GroßindustriellerJohann Gottlob Nathusius (1760–1835)

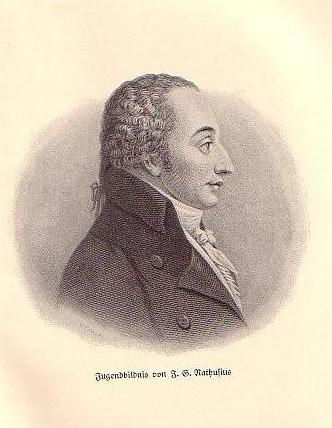
Johann Gottlob Nathusius (1760–1835)

- Nathusius, Johanne Philippine (1828–1885), Gründerin des Elisabethstiftes der späteren Neinstedter Anstalten
- Nathusius, Klaus (1943–2022), deutscher Betriebswirt
- Nathusius, Marie (1817–1857), deutsche Bestsellerautorin und LiedkomponistinMarie Nathusius (1817–1857)

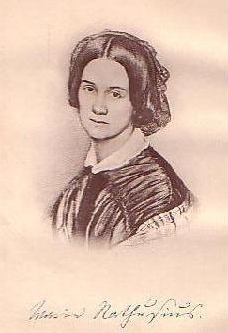
Marie Nathusius (1817–1857)

- Nathusius, Mark Heinrich von (1932–2020), deutscher Generalmajor
- Nathusius, Martin (1883–1941), deutscher Unternehmer und Wirtschaftsfunktionär, preußischer Offizier
- Nathusius, Martin von (1843–1906), deutscher Hochschullehrer und Reformtheologe
- Nathusius, Philipp von (1815–1872), deutscher Fabrikant und Publizist
- Nathusius, Philipp von (1842–1900), preußischer Politiker, MdR und Chefredakteur der „Kreuzzeitung“ (1872–1876)
- Nathusius, Simon von (1865–1913), deutscher Hochschullehrer und Wissenschaftler
- Nathusius, Susanne von (1850–1929), deutsche Porträtmalerin
- Nathusius, Suzanna von (* 2000), deutsch-polnische Schauspielerin
- Nathusius, Thomas von (1866–1904), deutscher Landschafts- und Tiermaler
- Nathusius, Walter von (1873–1943), deutscher Kaufmann und Unternehmer
- Nathusius, Wilhelm von (1821–1899), deutscher Politiker, Landwirt und Zoologe
- Nathusius, Wilhelm von (1856–1937), preußischer Generalmajor im Ersten Weltkrieg
- Nathusius, Wilhelm von (1893–1952), deutscher Verwaltungsjurist
- Nathusius, Wolfgang von (1911–1986), deutscher Arzt und Medizinalbeamter

### Nati
- Nati, Sofia (* 1993), deutsch-griechische Fußballspielerin
- Nati, Valerio (* 1956), italienischer Boxer im Superbantamgewicht
- Natia, Natia (* 1984), amerikanisch-samoanischer Fußballspieler
- Natili, Massimo (1935–2017), italienischer Autorennfahrer
- Nation, Carrie (1846–1911), US-amerikanische FrauenrechtlerinCarrie Nation (1846–1911)

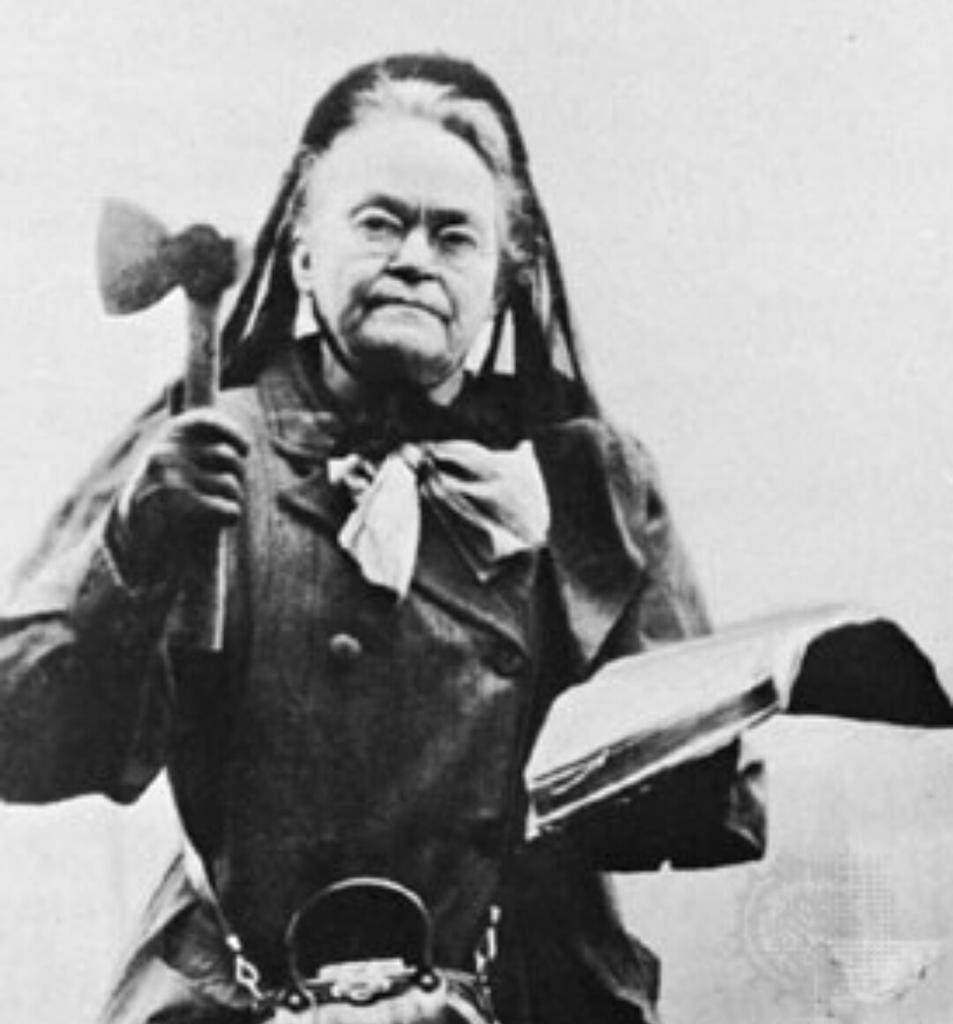
Carrie Nation (1846–1911)

- Nation, Chedean (* 1986), jamaikanische Cricketspielerin der West Indies
- Nation, Jonathan, US-amerikanischer Schauspieler
- Nation, Oshane (* 1991), jamaikanischer Fußballschiedsrichter
- Natipong Sritong-in (* 1972), thailändisch-französischer Fußballspieler und -trainer
- Natis, Wendy (* 2002), panamaische Fußballspielerin
- Natithorn Inntranon (* 2001), thailändischer Fußballspieler
- Nativ (* 1993), Schweizer Rapper
- Nativ, Nissan (1922–2008), israelischer Regisseur, Schauspieler und Schauspiellehrer
- Nativi, César (* 1962), französischer Fußballspieler
- Natividad, Irene (* 1948), US-amerikanische Feministin und Verbandspräsidentin
- Natividad, Kitten (1948–2022), mexikanisches Modell und DarstellerinKitten Natividad (1948–2022)

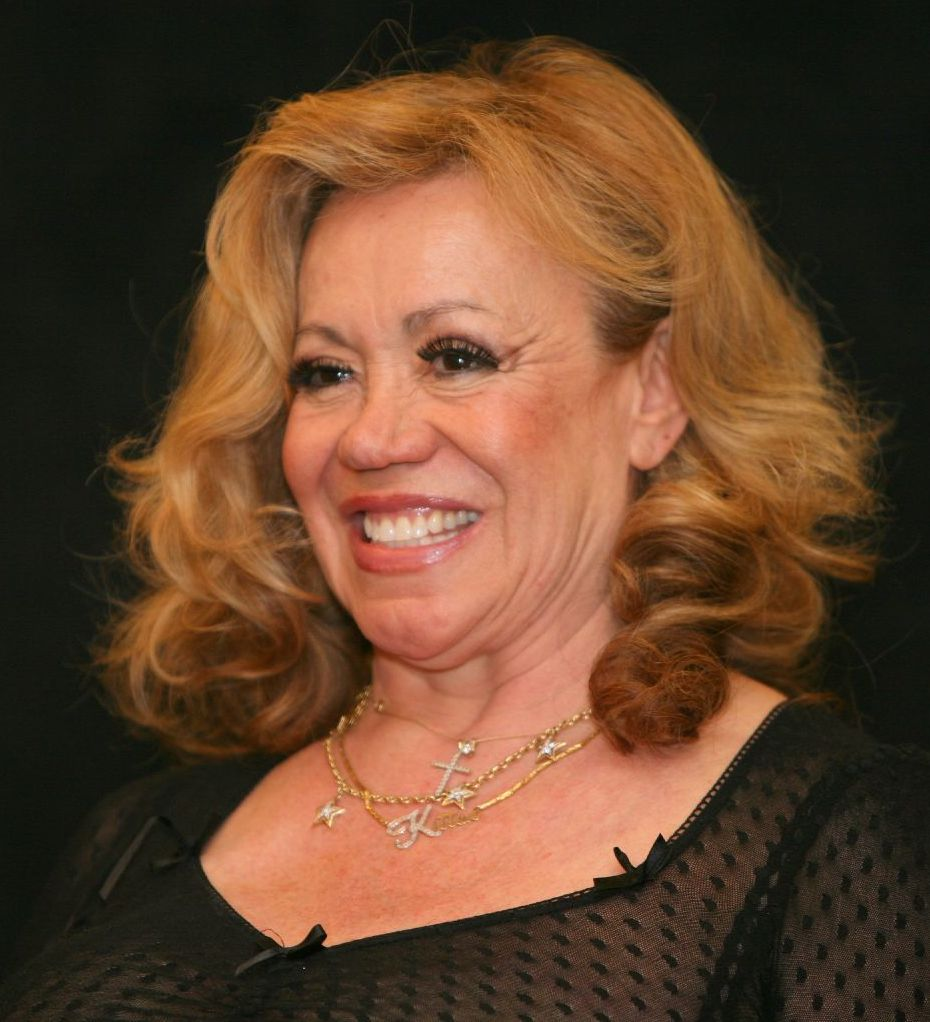
Kitten Natividad (1948–2022)

- Nativo, Laura (* 1980), US-amerikanische Schauspielerin

### Natk
- Natke, Hans Günther (1933–2002), deutscher Aerodynamiker und Hochschullehrer
- Natkevičius, Ladas (1893–1945), litauischer Jurist

### Natm
- Natmessnig, Max (* 1988), österreichischer Koch
- Natmeßnig, Meinrad (1892–1982), österreichischer Bankdirektor und nationalsozialistischer Funktionär

### Nato
- Nato (* 1979), georgisch-russische Popsängerin
- Nato, Norman (* 1992), französischer Automobilrennfahrer
- Nato, Ofentse (* 1989), botswanischer Fußballspieler
- Natochenny, Lev (* 1950), russisch-amerikanischer Pianist und Klavierpädagoge
- Natochenny, Sarah (* 1987), US-amerikanische Synchronsprecherin und Theaterschauspielerin
- Natoire, Charles-Joseph (1700–1777), französischer Maler des Rokoko
- Natoli, Giacomo (1846–1896), italienischer Politiker, Bürgermeister von Messina
- Natoli, Giovanni Forti († 1633), sizilianischer Adliger
- Natoli, Giuseppe (1815–1867), italienischer Politiker
- Natoli, Glauco (1908–1964), italienischer Dichter, Romanist, Französist und Übersetzer
- Natoli, Guido (1893–1966), italienischer Politiker
- Natoli, Luigi (1799–1875), italienischer römisch-katholischer Bischof
- Natoli, Piero (1946–2001), italienischer Filmregisseur, Drehbuchautor und Schauspieler
- Natoli, Vincenzo (1690–1770), sizilianischer Richter
- Natonek, Hans (1892–1963), deutsch-tschechischer Schriftsteller und Journalist
- Natonek, Wolfgang (1919–1994), deutscher Studentenpolitiker (LDPD), Dissident der in der SBZ und der DDR
- Natonski, Richard F., General des US Marine Corps
- Natoo († 1989), afghanischer Sänger und Musiker
- Natori, Akira (* 1956), japanischer Astronom
- Natori, Atsushi (* 1961), japanischer Fußballspieler
- Natori, Eri (* 1985), japanische Eisschnellläuferin
- Natori, Kaori (* 1982), japanische J-Pop-Sängerin
- Natori, Reiji (1912–2006), japanischer Physiologe
- Natori, Shunsen (1886–1960), japanischer Holzschnitt-Künstler
- Natori, Takeshi, japanischer Fußballspieler
- Natori, Wasaku (1872–1959), japanischer Unternehmer und Politiker
- Natori, Yōnosuke (1910–1962), japanischer Fotograf, Redakteur
- Natorp, Adelbert (1826–1891), deutscher protestantischer Theologe und Schriftsteller
- Natorp, Bernhard Christoph Ludwig (1774–1846), deutscher Pädagoge und Geistlicher
- Natorp, Gustav (1824–1891), preußischer Politiker
- Natorp, Johann Friedrich (1662–1740), deutscher Apotheker und Hamburger Oberalter
- Natorp, Johann Theodor von (1777–1830), deutscher Architekt und Baubeamter, Oberbaurat im Fürstentum Lippe
- Natorp, Paul (1854–1924), deutscher Philosoph und PädagogePaul Natorp (1854–1924)

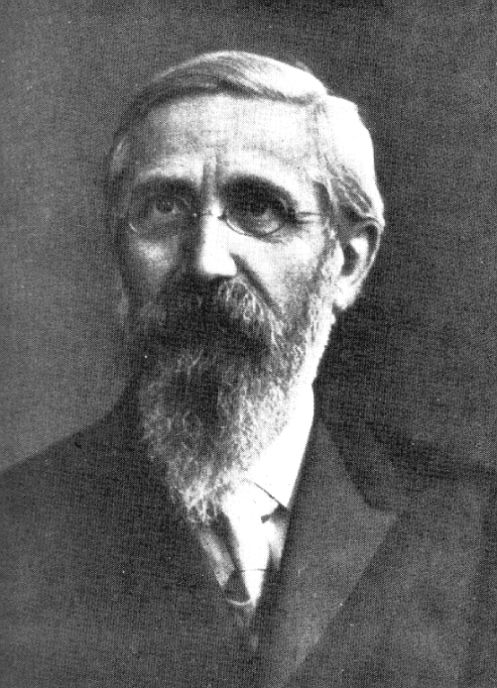
Paul Natorp (1854–1924)

- Natouri, Rachid (1946–2017), algerischer Fußballspieler

### Natr
- Natris, Jan de (1895–1972), niederländischer Fußballspieler

### Nats
- Natsagdordsch, Daschdordschiin (1906–1937), mongolischer Schriftsteller
- Natsagdordsch, Tsedendambyn (1944–2017), mongolischer Ringer
- Nätscher, Hans (1896–1980), deutscher Gewerkschafter
- Nätscher, Karl-Heinz (* 1936), deutscher Politiker (CSU), MdL
- Natschew, Milen (* 1957), bulgarischer Dirigent
- Natschewa, Alexandra (* 2001), bulgarische Dreispringerin
- Natschinkin, Nikolai Alexandrowitsch (1907–1986), sowjetischer Generaloberst
- Natschinski, Gerd (1928–2015), deutscher Komponist und Dirigent
- Natschinski, Thomas (* 1947), deutscher Komponist und SängerThomas Natschinski (* 1947)

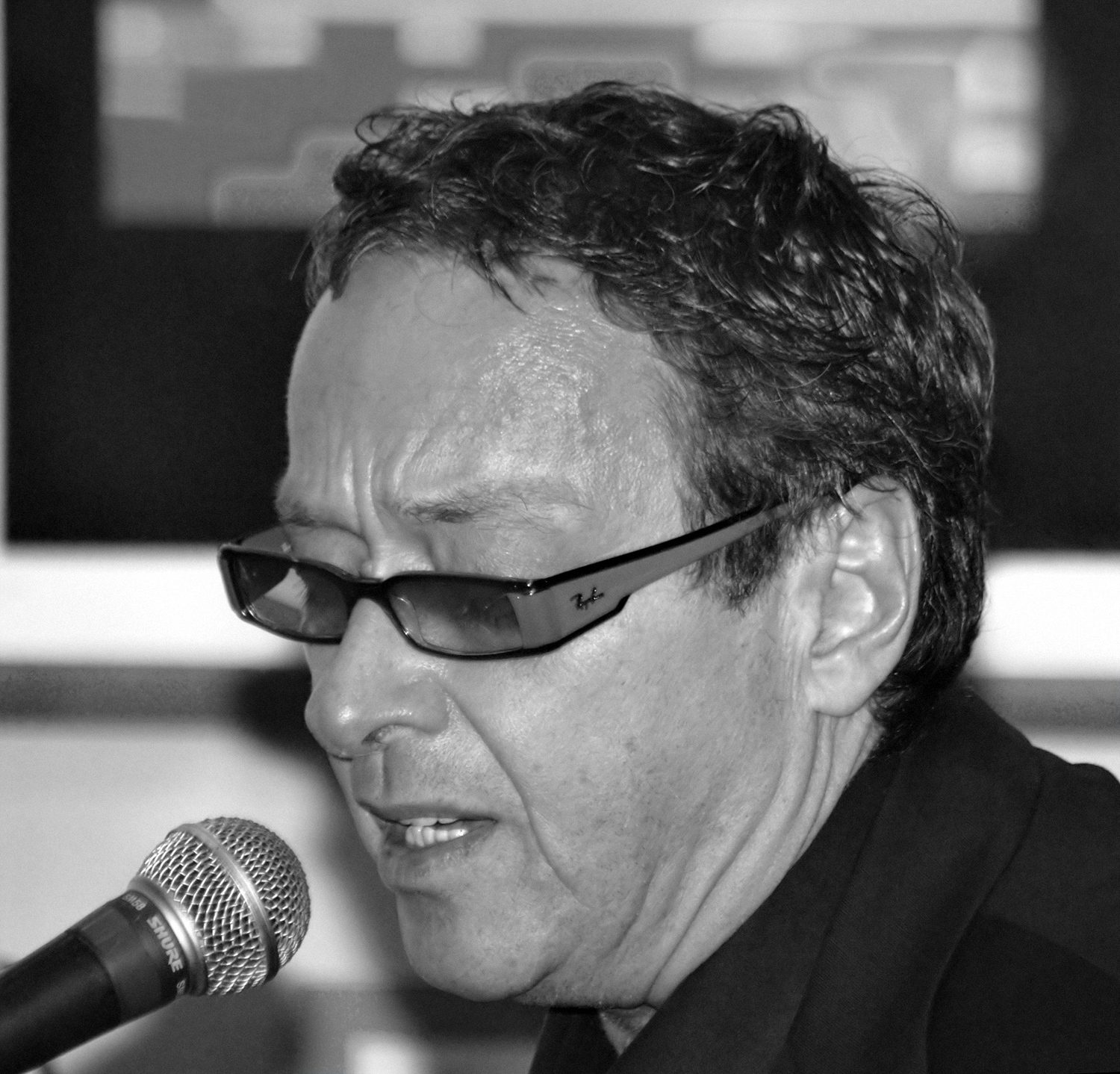
Thomas Natschinski (* 1947)

- Natschläger, Christian (* 1958), österreichischer Designer, Grafiker und Bildhauer
- Natschowitsch, Grigor (1845–1920), bulgarischer Diplomat und Politiker
- Natsir, Liliyana (* 1985), indonesische Badmintonspielerin
- Natsoulas, Anthony (* 1959), US-amerikanischer zeitgenössischer Künstler.
- Natsui, Shōkichi (1925–2006), japanischer Judoka
- Natsuka, Yoshihiro (* 1969), japanischer Fußballspieler
- Natsukawa, Rimi (* 1973), japanische Folksängerin
- Natsuko, Imamura (* 1980), japanische Schriftstellerin
- Natsume, Fusanosuke (* 1950), japanischer Mangaka und Mangakritiker
- Natsume, Sōseki (1867–1916), japanischer Schriftsteller
- Natsume, Yoshinori (* 1975), japanischer Manga-Zeichner
- Natsume, Yūki (* 1988), japanischer Fußballspieler
- Natsumi, Madoka (* 1978), japanische Skilangläuferin
- Natsurang Homchantara (1957–2006), thailändische Flechtenkundlerin
- Natsuyaki, Miyabi (* 1992), japanische Sängerin und Idol

### Natt
- Natt och Dag, Niklas (* 1979), schwedischer Schriftsteller und JournalistNiklas Natt och Dag (* 1979)

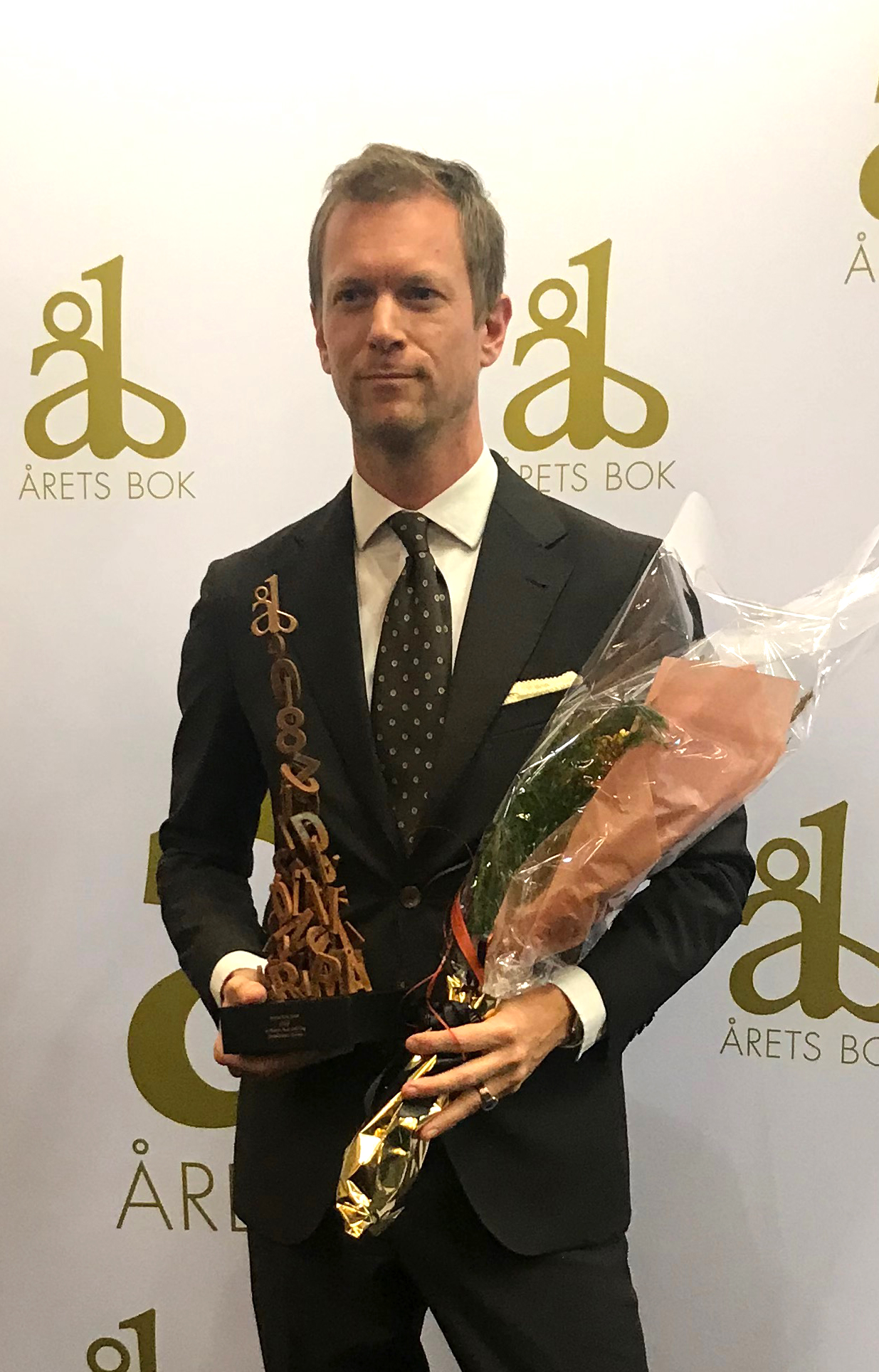
Niklas Natt och Dag (* 1979)

- Natta, Alessandro (1918–2001), italienischer Politiker, MdEP
- Natta, Camille (* 1977), französische Schauspielerin in Film, Fernsehen und Theater
- Natta, Giulio (1903–1979), italienischer Chemiker
- Nattachai Srisuwan (* 1995), thailändischer Fußballspieler
- Nattakit Fongwitoo (* 1993), thailändischer Fußballspieler
- Nattakrit Thongnoppakun (* 1991), thailändischer Fußballspieler
- Nattanai Dajaroen (* 2006), thailändischer Fußballspieler
- Nattapol Hothong (* 2000), thailändischer Fußballspieler
- Nattapon Malapun (* 1994), thailändischer Fußballspieler
- Nattapon Thaptanon (* 1997), thailändischer Fußballspieler
- Nattapon Theputhai (* 1991), thailändischer Fußballspieler
- Nattapon Worasut (* 1997), thailändischer Fußballspieler
- Nattapon Woratayanan (* 1985), thailändischer Fußballspieler
- Nattapon Yongsakool (* 2001), thailändischer Fußballspieler
- Nattapong Chaidee (* 2000), thailändischer Fußballspieler
- Nattapong Hamontree (* 2005), thailändischer Fußballspieler
- Nattapong Kumnaet (* 1989), thailändischer Fußballspieler
- Nattapong Pephat (* 1995), thailändischer Fußballspieler
- Nattapong Sayriya (* 1992), thailändischer Fußballspieler
- Nattapong Thongpum (* 2000), thailändischer Fußballspieler
- Nattapoom Maya (* 1991), thailändischer Fußballspieler
- Nattaporn Phanrit (* 1982), thailändischer Fußballspieler
- Nattasha Nauljam (* 1992), thailändische Schauspielerin
- Nattawat Rattanawijit (* 1997), thailändischer Fußballspieler
- Nattawat Sartpatump (* 1998), thailändischer Fußballspieler
- Nattawat Wongsri (* 1994), thailändischer Fußballspieler
- Nattawut Chanachan (* 1991), thailändischer Fußballspieler
- Nattawut Chootiwat (* 1999), thailändischer Fußballspieler
- Nattawut Dantrawen (* 1997), thailändischer Fußballspieler
- Nattawut Jaroenboot (* 1991), thailändischer Fußballspieler
- Nattawut Mangmee (* 2006), thailändischer Fußballspieler
- Nattawut Munsuwan (* 1998), thailändischer Fußballspieler
- Nattawut Namthip (* 1997), thailändischer Fußballspieler
- Nattawut Saengsri (* 1997), thailändischer Fußballspieler
- Nattawut Saikua (* 1975), thailändischer Politiker
- Nattawut Salae (* 1994), thailändischer Fußballspieler
- Nattawut Sanguthai (* 2006), thailändischer Fußballspieler
- Nattawut Singharaj (* 1984), thailändischer Fußballspieler
- Nattawut Sombatyotha (* 1996), thailändischer Fußballspieler
- Nattawut Suksum (* 1997), thailändischer Fußballspieler
- Nattayot Phonyiam (* 1997), thailändischer Fußballspieler
- Natte, Jan-Jaap (* 1979), niederländischer Eishockeyspieler
- Natteau, Jacques (1920–2007), französischer Kameramann
- Natter, Bonifaz (1866–1906), deutscher Benediktinermönch und Abt
- Natter, Christian (* 1985), deutscher Schauspieler
- Natter, Christoph (1880–1941), deutscher Maler und Kunstpädagoge
- Natter, Daniel (* 1994), österreichischer Eishockeyspieler
- Natter, Eberhard (* 1956), deutscher Richter
- Natter, Edmund (1877–1971), deutscher Rechtsanwalt
- Natter, Franz (1869–1930), österreichischer Politiker, Landesrat und Landtagsabgeordneter von Vorarlberg
- Natter, Heinrich (1844–1892), österreichischer Bildhauer
- Natter, Jens (* 1975), deutscher Comiczeichner, Illustrator und Schnellzeichner
- Natter, Jürgen (* 1981), österreichischer Organist, Cembalist und Dirigent
- Natter, Lorenz (1705–1763), deutscher Gemmenschneider und Medailleur
- Natter, Martin (* 1966), österreichischer Betriebswirtschaftler, Hochschullehrer für Betriebswirtschaftslehre
- Natter, Oskar (1898–1968), österreichischer Politiker (ÖVP), Landtagsabgeordneter zum Vorarlberger Landtag
- Natter, Tobias G. (* 1961), österreichischer Kunsthistoriker und MuseumsleiterTobias G. Natter (* 1961)

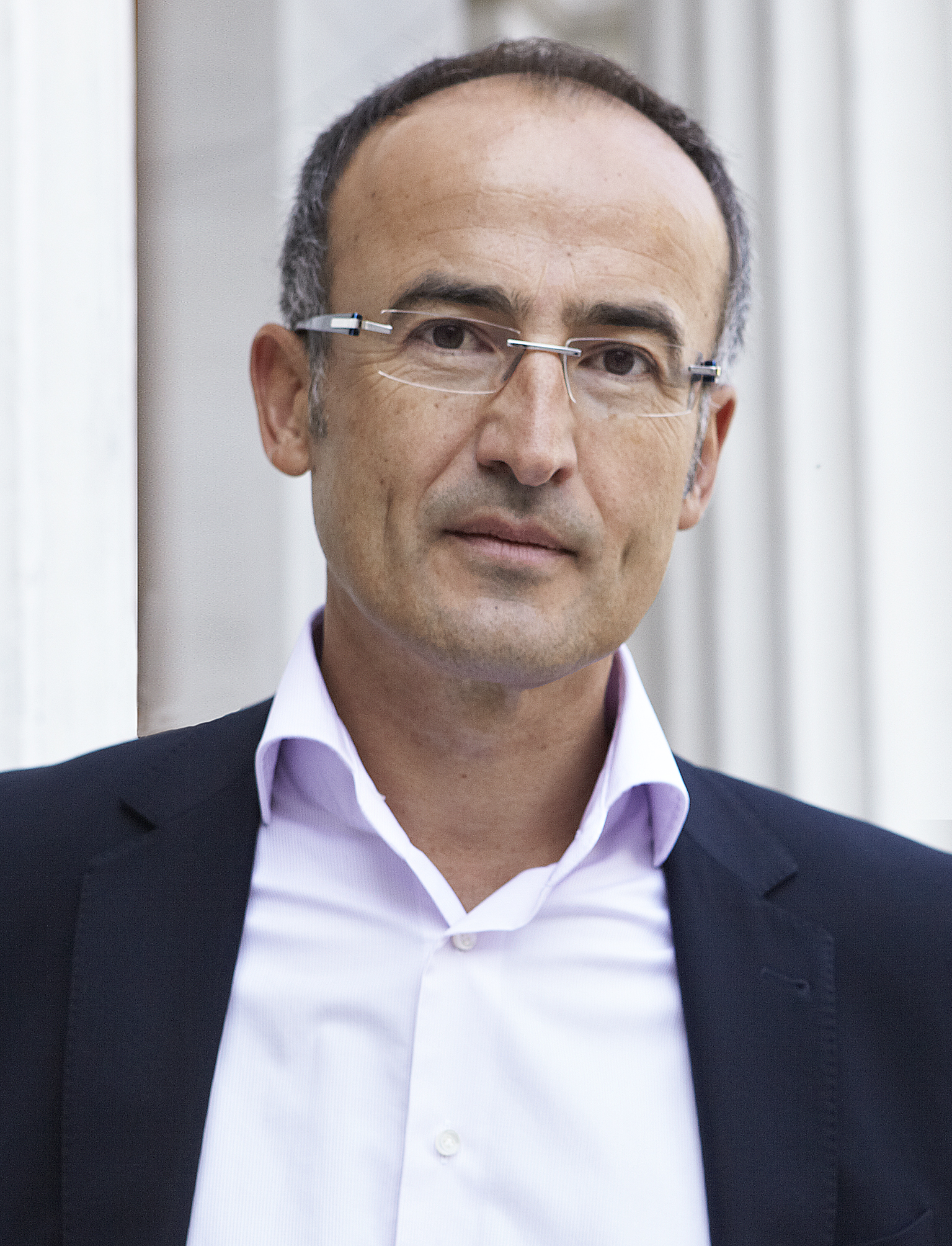
Tobias G. Natter (* 1961)

- Natterer, August (1868–1933), deutscher Art-Brut-Künstler
- Natterer, Christian (* 1981), deutscher Politiker (CDU), MdB
- Natterer, Frank (* 1941), deutscher Mathematiker
- Natterer, Inge, deutsche Tischtennisspielerin
- Natterer, Johann (1787–1843), österreichischer Naturforscher, Zoologe und Sammler
- Natterer, Johann Baptist, deutscher Abgeordneter
- Natterer, Josef Franz (1819–1862), österreichischer Mediziner, Fotopionier und Forschungsreisender
- Natterer, Joseph (1786–1852), österreichischer Ornithologe
- Natterer, Julius (1938–2021), deutscher Holzbauingenieur und Hochschullehrer
- Natterer, Sylvia (* 1949), schweizerische Puppenmacherin
- Nattermann, August (1861–1923), deutscher Unternehmer
- Nattermann, Oskar (1905–1968), deutscher Landrat
- Nattermann, Tom (* 1993), deutscher Fußballspieler
- Nätterqvist, Joakim (* 1974), schwedischer Schauspieler und SängerJoakim Nätterqvist (* 1974)

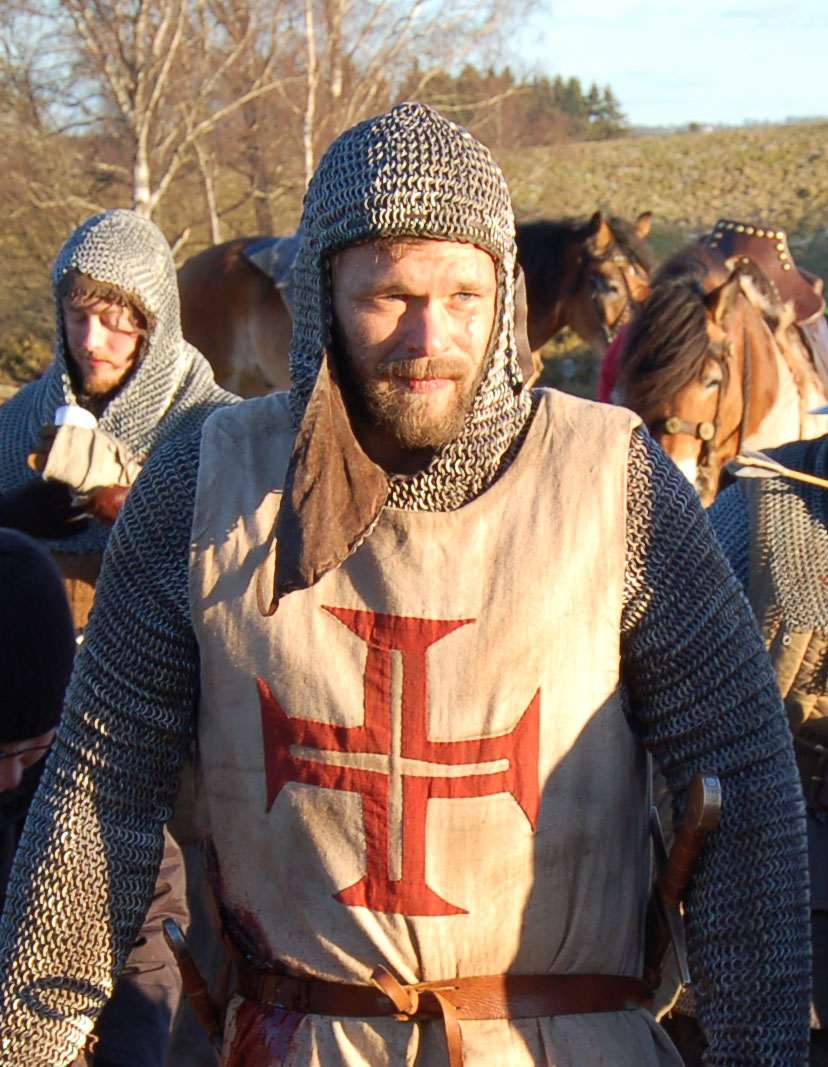
Joakim Nätterqvist (* 1974)

- Náttfari, Sklave und Siedler in Island
- Nattha Thongrod (* 1992), thailändischer Fußballspieler
- Natthakit Aiamiaoo (* 2004), thailändischer Fußballspieler
- Natthakit Phosri (* 2008), thailändischer Fußballspieler
- Natthakrit Insao (* 1990), thailändischer Fußballspieler
- Natthanon Charoensingkeewan (* 2000), thailändischer Fußballspieler
- Natthapat Makthuam (* 2005), thailändischer Fußballspieler
- Natthaphas Sitthisuwannakul (* 2003), thailändischer Fußballspieler
- Natthaphol Chansuriwong (* 1983), thailändischer Fußballspieler
- Natthaphon Piamplai (* 1996), thailändischer Fußballspieler
- Natthaphon Wisetchat (* 1997), thailändischer Fußballspieler
- Natthaphong Chantawong (* 2003), thailändischer Fußballspieler
- Natthaphong Samana (* 1984), thailändischer Fußballspieler
- Natthapol Poontawee (* 1990), thailändischer Fußballspieler
- Natthapong Kajornmalee (* 1994), thailändischer Fußballspieler
- Natthapong Promorn (* 2002), thailändischer Fußballspieler
- Natthapong Yangjaroen, thailändischer Fußballspieler
- Natthapong Yotsungnoen (* 2002), thailändischer Fußballspieler
- Natthasan Pakkarano (* 2001), thailändischer Fußballspieler
- Natthawat Thobansong (* 1998), thailändischer Fußballspieler
- Natthaweeranuch Thongmee (* 1979), thailändische Schauspielerin und Video Jockey
- Natthawut Promudom (* 1993), thailändischer Fußballspieler
- Natthawut Rattanaporn (* 1989), thailändischer Fußballtrainer
- Natthawut Srichan (* 2006), thailändischer Fußballspieler
- Natthikorn Yaprom (* 1994), thailändischer Fußballspieler
- Natti Natasha (* 1986), dominikanische PopsängerinNatti Natasha (* 1986)

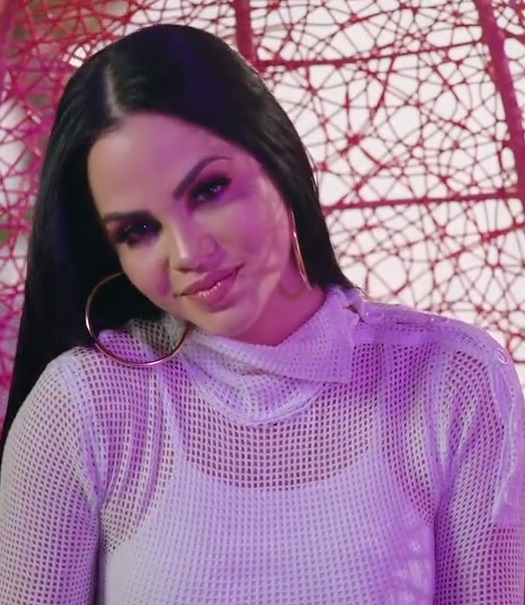
Natti Natasha (* 1986)

- Nattier, Jean-Marc (1685–1766), französischer Maler des Rokoko
- Nättinen, Joonas (* 1991), finnischer Eishockeyspieler
- Nattiv, Guy (* 1973), israelischer Filmregisseur, Drehbuchautor und Filmproduzent
- Nattkämper, Heinz (1927–2008), deutscher Schriftsteller und Kabarettist
- Nattkämper, Hermann (1911–2005), deutscher Fußballspieler
- Nattmann, Lukas (* 1992), deutscher Schwimmer
- Nattrass, Mike (* 1945), britischer Politiker (UKIP), MdEP
- Nattrass, Susan (* 1950), kanadische Sportschützin und medizinische Forscherin
- Nattress, Ric (* 1962), kanadischer Eishockeyspieler
- Natty U (1956–2005), deutscher Reggae-Sänger und Musikproduzent
- Nattyflo, deutscher Reggae-Sänger

### Natu
- Natuman, Joe (* 1952), vanuatuischer Politiker
- Nature, US-amerikanischer Rapper
- Naturel, Gilles (* 1960), französischer Jazzmusiker (Kontrabass)
- Natus, Johannes, niederländischer Maler
- Natus-Šalamoun, Eva (1936–2014), deutsch-tschechische Grafikerin, Illustratorin und Trickfilmgestalterin
- Natusch Busch, Alberto (1933–1994), bolivianischer Militär und Staatspräsident
- Natusch, Dieter (* 1937), deutscher Fußballspieler
- Natusch, Doris (1946–2016), deutsche Politikerin (FDP), MdL
- Natusch, Erich (1912–1999), deutscher Segler
- Natuschke, Sophie (* 1950), deutsche Grafikerin, Malerin und Bildhauerin sorbischer Herkunft

### Natv
- Natvig, Harald (1872–1947), norwegischer Sportschütze

### Natw
- Natwar Singh, Kanwar (1929–2024), indischer Politiker
- Natwick, Clark, US-amerikanischer Radrennfahrer
- Natwick, Mildred (1905–1994), US-amerikanische Theater- und FilmschauspielerinMildred Natwick (1905–1994)

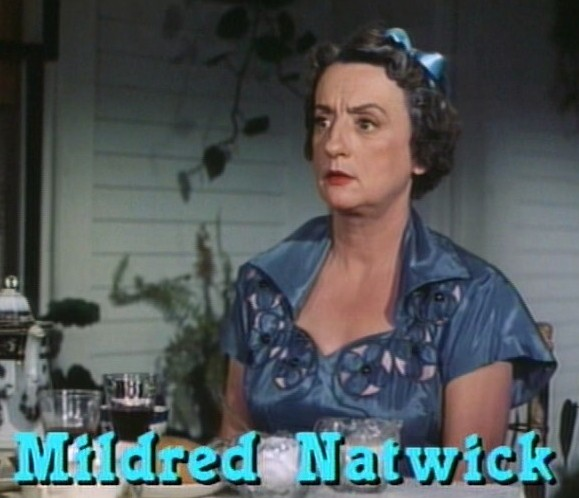
Mildred Natwick (1905–1994)

### Natz
- Natzius, Rüdiger (* 1958), deutscher Tierarzt und Politiker (SPD), MdVK
- Natzler, Grete (1906–1999), österreichische Schauspielerin und Operettensängerin
- Natzler, Herta (1911–1985), austroamerikanische Schauspielerin
- Natzler, Leopold (1860–1926), österreichischer Schauspieler und Operettensänger (Bariton)
- Natzler, Lizzi (1909–1993), österreichische Schauspielerin und Sängerin
- Natzler, Otto (1908–2007), austroamerikanischer Künstler
- Natzler, Siegmund (1862–1913), österreichischer Operettensänger (Bariton) und Schauspieler
- Natzmer, Adolf von (1801–1884), preußischer Generalleutnant
- Natzmer, Bruno von (1831–1867), preußischer Söldner und nicaraguanischer Offizier
- Natzmer, Carl Oldwig von (1878–1943), deutscher Verwaltungsbeamter und Rittergutsbesitzer
- Natzmer, Dubislav Gneomar von (1654–1739), preußischer GeneralfeldmarschallDubislav Gneomar von Natzmer (1654–1739)

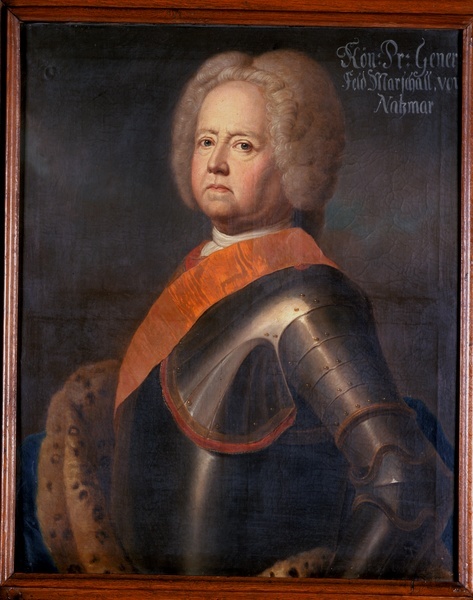
Dubislav Gneomar von Natzmer (1654–1739)

- Natzmer, Ernst-Oldwig von (1868–1942), deutscher Konteradmiral der Kaiserlichen Marine
- Natzmer, Ewald Georg von († 1773), preußischer Justizjurist, Präsident des Tribunals der Lande Lauenburg und Bütow
- Natzmer, Ferdinand von (1815–1868), preußischer Generalmajor
- Natzmer, Georg Christoph von (1694–1751), preußischer Generalmajor
- Natzmer, Gneomar Ernst von (1832–1896), preußischer Offizier und Militärschriftsteller
- Natzmer, Hans Christoph von (1743–1807), preußischer Generalmajor, Chef des Infanterieregiments Nr. 54
- Natzmer, Johann Christoph von (1691–1743), königlich polnisch-sächsischer Generalmajor und designierter Kommandant des Hamburger Stadtmilitärs
- Natzmer, Karl Heinrich von (1799–1875), preußischer Generalmajor und zuletzt Kommandeur des 40. Infanterie-Regiments
- Natzmer, Oldwig von (1782–1861), preußischer General der Infanterie
- Natzmer, Oldwig von (1842–1899), preußischer Generalleutnant
- Natzmer, Oldwig von (1904–1980), deutscher Generalleutnant
- Natzmer, Renate von (1898–1935), deutsche Spionin
- Natzmer, Wilhelm Dubislav von (1770–1842), preußischer Generalmajor und Vizekommandant der Festung Danzig
- Natzmer, Wolf Heinrich Ernst von (1698–1770), sachsen-weißenfelsischer Amtshauptmann und Rittergutsbesitzer